# Prudential plc
Prudential plc er et britisk multinationalt forsikringsselskab med hovedkvarter i London. Prudential er børsnoteret på London Stock Exchange, Hong Kong Stock Exchange, New York Stock Exchange og Singapore Exchange.
Virksomheden blev etableret i Hatton Garden i London i maj 1848 som The Prudential, Investment, Loan, and Assurance Association og i september 1848 skiftede virksomheden navn til The Prudential Mutual Assurance, Investment, and Loan Association.